# Леваньгурт
Леваньгу́рт (рос. Леваньгурт) — присілок в Дебьоському районі Удмуртії, Росія.

## Населення
Населення — 1 особа (2010; 13 в 2002).
Національний склад станом на 2002 рік:
- удмурти — 92 %

## Урбаноніми[3]
- вулиці — Леваньгуртська